# The Gift (INXS)
The Gift is een nummer van de Australische rockband INXS uit 1993. Het is de eerste single van hun negende studioalbum Full Moon, Dirty Hearts.
Het nummer werd een hit in Oceanië, Portugal, Zweden en op de Britse eilanden. Het bereikte de 16e positie in Australië, het thuisland van INXS. In het Nederlandse taalgebied viel het nummer wat hitlijsten betreft echter buiten de boot.